# Milla Jansen
Milla Jansen (29 de noviembre de 2006) es una deportista australiana que compite en natación, especialista en el estilo libre.
Ganó una medalla de oro en el Campeonato Mundial de Natación de 2025 y dos medallas en el Campeonato Mundial de Natación en Piscina Corta de 2024.

## Palmarés internacional
| Campeonato Mundial                  | Campeonato Mundial  | Campeonato Mundial | Campeonato Mundial |
| Año                                 | Lugar               | Medalla            | Prueba             |
| ----------------------------------- | ------------------- | ------------------ | ------------------ |
| 2025                                | Singapur (Singapur) | Medalla de oro     | 4 × 100 m libre    |
| Campeonato Mundial en Piscina Corta |                     |                    |                    |
| Año                                 | Lugar               | Medalla            | Prueba             |
| 2024                                | Budapest (Hungría)  | Medalla de plata   | 4 × 100 m libre    |
| 2024                                | Budapest (Hungría)  | Medalla de bronce  | 4 × 200 m libre    |